# Aquila Basket Trento 2024-2025
Questa voce raccoglie le informazioni riguardanti l'Aquila Basket Trento nelle competizioni ufficiali della stagione 2024-2025.

## Stagione
La stagione 2024-2025 dell'Aquila Basket Trento sponsorizzata Dolomiti Energia, è l'11ª nel massimo campionato italiano di pallacanestro, la Serie A.
Il 16 febbraio vince, per la prima volta nella storia societaria, la Coppa Italia battendo in finale l'Olimpia Milano. Quinn Ellis viene nominato Mvp della manifestazione.
Ad aprile Denis Badalau completa il ciclo di formazione giovanile e diventa ufficialmente eleggibile come italiano, non occupando così più uno slot da giocatore straniero per la Lega Basket.

## Maglie
Il fornitore ufficiale del materiale tecnico per la stagione 2024-2025 è Nike.

## Organigramma societario
Dal sito internet della società.
Area dirigenziale
- Presidente: Luigi Longhi
- Vice presidente: Bruno Giampieretti
- Consiglieri: Andrea Pretti
- Consigliere: Mauro Scozzi
- Presidente collegio sindacale: Giuseppe Borgonovi
- Direttore generale: Andrea Nardelli
- Direttore sportivo: Rudy Gaddo
- Amministrazione: Donatella Menestrina

Area generale e organizzativa
- Club manager: Michael Robinson
- Sales manager: Sara Biasioni
- Segreteria e ticketing: Caterina Mosna
- Marketing manager: Giovanni Bosisio
- Education tutor: Roberto Cialdella
- Fan data analytics: Andrea Bonetti

Area tecnica
- Allenatore: Paolo Galbiati
- Assistente allenatore: Davide Dusmet
- Assistente allenatore: Fabio Bongi
- Preparatore atletico: Matteo Tovazzi
- Team manager: Simone Pierich
- Video coordinator: Nicolò Gilmozzi
- Video coordinator: Linhao Chen
- Responsabile settore giovanile: Marco Crespi

Area medica
- Medico: Fabio Diana
- Medico Luca Pasolli
- Ortopedico: Giorgio Benigni
- Fisioterapista: Giacomo Beccucci
- Fisioterapista: Ludovico De Luca
- Massaggiatore: Franco Jachemet

## Roster
Aggiornato al 5 settembre 2024.
| Dolomiti Energia Trentino 2024-25 | Dolomiti Energia Trentino 2024-25 |
| Giocatori                         | Staff tecnico                     |
| --------------------------------- | --------------------------------- |

| N. | Naz.                                       | Ruolo | Nome               | Anno | Alt.   | Peso   |  |
| -- | ------------------------------------------ | ----- | ------------------ | ---- | ------ | ------ |  |
| 1  | Regno Unito (bandiera) · Italia (bandiera) | PG    | Quinn Ellis        | 2003 | 196 cm | 90 kg  |  |
| 3  | Stati Uniti (bandiera)                     | G     | Myles Cale         | 1998 | 198 cm | 95 kg  |  |
| 4  | Italia (bandiera)                          |       | Nicola Dorigotti   | 2007 | 186 cm |        |  |
| 4  | Italia (bandiera)                          | P     | Mario Machetti     | 2009 | 183 cm |        |  |
| 5  | Stati Uniti (bandiera)                     | P     | Jordan Ford        | 1998 | 185 cm | 80 kg  |  |
| 6  | Italia (bandiera)                          | AP    | Andrea Pecchia     | 1997 | 197 cm | 90 kg  |  |
| 7  | Senegal (bandiera) · Italia (bandiera)     | A     | Saliou Niang       | 2004 | 199 cm | 86 kg  |  |
| 10 | Argentina (bandiera) · Italia (bandiera)   | P     | Andrés Forray (C)  | 1986 | 188 cm | 88 kg  |  |
| 14 | Italia (bandiera)                          | G     | Tobia Triggiani    | 2007 | 189 cm |        |  |
| 14 | Mali (bandiera)                            | C     | Almami Sylla       | 2005 | 202 cm | 100 kg |  |
| 21 | Stati Uniti (bandiera)                     | C     | Selom Mawugbe      | 1998 | 207 cm | 104 kg |  |
| 22 | Stati Uniti (bandiera)                     | AP    | Anthony Lamb       | 1998 | 198 cm | 103 kg |  |
| 26 | Camerun (bandiera) · Italia (bandiera)     | C     | Jordan Bayehe      | 1999 | 204 cm | 96 kg  |  |
| 27 | Romania (bandiera) · Italia (bandiera)     | AG    | Denis Badalau      | 2006 | 202 cm | 97 kg  |  |
| 32 | Italia (bandiera)                          | AG    | Cesare Placinschi  | 2007 | 203 cm |        |  |
| 33 | Lituania (bandiera)                        | AG    | Eigirdas Žukauskas | 1992 | 204 cm | 105 kg |  |
| 68 | Italia (bandiera)                          | G     | Patrick Hassan     | 2007 | 185 cm | 81 kg  |  |
| -  | Italia (bandiera)                          | G     | Cheichk Niang      | 2008 | 191 cm |        |  |

| Allenatore                                                                                |
| - Paolo Galbiati                                                                          |
| Assistente/i                                                                              |
| - Fabio Bongi - Davide Dusmet Legenda - (C) Capitano - (IN) Inattivo - Infortunato Roster |

## Mercato

### Sessione estiva
| P  | Jordan Ford        | Sacramento Kings | svincolato |
| G  | Myles Cale         | Limburg United   | svincolato |
| G  | Patrick Hassan     | Orange1 Bassano  | svincolato |
| AP | Anthony Lamb       | N.Z. Breakers    | svincolato |
| AP | Andrea Pecchia     | Vanoli Cremona   | svincolato |
| A  | Denis Badalau      | Olimpia Milano   | svincolato |
| AG | Eigirdas Žukauskas | Wolves           | svincolato |
| C  | Jordan Bayehe      | N.B. Brindisi    | svincolato |
| C  | Selom Mawugbe      | Manresa          | svincolato |

| Cessioni | Cessioni       | Cessioni        | Cessioni       | Cessioni |
| R.       | Nome           | a               | Modalità       |          |
| -------- | -------------- | --------------- | -------------- | -------- |
| P        | Kamar Baldwin  | Saski Baskonia  | fine contratto |          |
| PG       | Prentiss Hubb  | AEK Atene       | fine contratto |          |
| G        | Matt Mooney    | N.Z. Breakers   | fine contratto |          |
| AP       | Davide Alviti  | Pall. Varese    | risoluzione    |          |
| AP       | Luca Conti     | Vanoli Cremona  | fine contratto |          |
| A        | Daulton Hommes | Paris           | opzione uscita |          |
| AG       | Mattia Udom    | Dinamo Sassari  | fine contratto |          |
| C        | Paul Biligha   | Derthona Basket | fine contratto |          |
| C        | Derek Cooke    | Força Lleida    | fine contratto |          |